# 4′33″
4′33″ (englisch four minutes, thirty-three seconds oder four thirty-three, deutsch: „Vier Minuten dreiunddreißig [Sekunden]“) ist ein 1952 entstandenes „stilles“ Musikstück in drei Sätzen des amerikanischen Avantgarde-Komponisten John Cage. Da während der gesamten Spieldauer der Komposition kein einziger Ton gespielt wird, stellt ihre Aufführung die gängige Auffassung von Musik in Frage. 4′33″ wurde so zu einem Schlüsselwerk der Neuen Musik und regt dabei Zuhörer wie Komponisten und Interpreten gleichermaßen zum Nachdenken über Musik und Stille an.

## Entstehung
In den Jahren 1947 bis 1948 konzipiert, als Cage noch an seinen Sonatas and Interludes arbeitete, wurde 4′33″ zum Inbegriff seiner Idee, dass grundsätzlich „alle Klänge zu Musik werden können“.
Weiter dürfte die Beschäftigung mit dem japanischen Zen-Buddhismus, den der Komponist seit den späten 1940er Jahren studierte, einen wesentlichen Einfluss auf die Entstehung seines „stillen“ Stücks gehabt haben. In einem Interview von 1982 sowie bei diversen anderen Gelegenheiten erklärt Cage jedenfalls, dass 4′33″ seiner Meinung nach sein wichtigstes Werk überhaupt sei. Der Aspekt der „Stille“ spielte aber auch schon vor der Komposition von 4′33″ eine wesentliche Rolle in verschiedenen Werken Cages: Das Duet for Two Flutes (1934), komponiert mit 22 Jahren, beginnt mit Stille, zudem war Stille auch ein wichtiges formbildendes Element in einigen seiner Sonatas and Interludes (1946–48) sowie in Music of Changes (1951) und Two Pastorales (1951). Das Concerto for prepared piano and orchestra (1951) endet mit Stille und Waiting (1952), ein Klavierstück, das nur wenige Monate vor 4′33″ komponiert wurde, besteht aus einem einzigen, kurzen Ostinato-Pattern, welches von Stille umrahmt wird. Darüber hinaus weist Cage in seinen Liedern The Wonderful Widow of Eighteen Springs (1942) und A Flower (1950) den Pianisten an, mit geschlossenem Instrument zu spielen, was gleichzeitig als Metapher für Stille verstanden werden kann.
Die Idee, ein komplett stilles Stück zu komponieren, erwähnt Cage erstmals 1947 im Rahmen einer Vorlesung am Vassar College (New York). Dabei erzählt er seinem Publikum:

“I have… several new desires (two may seem absurd, but I am serious about them): first, to compose a piece of uninterrupted silence and sell it to the Muzak Co. It will be 3 or 4 1/2 minutes long – these being the standard lengths of ‘canned’ music, and its title will be ‘Silent Prayer’. It will open with a single idea which I will attempt to make as seductive as the color and shape or fragrance of a flower. The ending will approach imperceptibly.”

Zum damaligen Zeitpunkt war Cage jedoch der Meinung, dass ein derartiges Stück im „Westlichen Kontext unverständlich“ wäre und so wollte er mit der kompositorischen Umsetzung noch etwas abwarten. Nachträglich erklärte er:

“I didn’t wish it to appear, even to me, as something easy to do or as a joke. I wanted to mean it utterly and be able to live with it.”

Im Jahr 1951 besuchte Cage den schalltoten Raum der Harvard University in Boston. Dieser war so konstruiert, dass die Wände, die Decke und der Boden quasi alle Geräusche absorbieren, sodass kein Widerhall (Echo) entsteht; dazu sind solche Räume nach außen hin fast vollkommen schalldicht. Cage betrat den Raum und erwartete, rein gar nichts zu hören – später schrieb er: „Ich hörte zwei Klänge, einen hohen und einen tiefen. Als ich sie dem zuständigen Techniker beschrieb, erklärte er mir, der hohe entstehe durch die Arbeit meines Nervensystems und der tiefe durch meinen Blutkreislauf.“ Ob diese Erklärung den Tatsachen entspricht oder nicht, sei dahingestellt – jedenfalls begab sich Cage an einen Ort, wo er totale Stille erwartete, und hörte trotzdem Klänge. 1957 sagt er:

“There is no such thing as an empty space or an empty time. There is always something to see, something to hear. In fact, try as we may to make a silence, we cannot… Until I die there will be sounds. And they will continue following my death. One need not fear about the future of music.”

Ein weiterer Impuls für die Komposition von 4′33″ kam aus der Bildenden Kunst. Cages Freund Robert Rauschenberg stellte 1951 eine Serie von weißen Bildern (White Paintings) her, scheinbar „leere“ Leinwände (obwohl mit weißer Farbe bestrichen), die sich aufgrund wechselnder Lichtverhältnisse jedoch verändern. Dieses Phänomen war für John Cage eine wichtige Inspirationsquelle, wie er später immer wieder ausführte:

“Actually what pushed me into it was not guts but the example of Robert Rauschenberg. His white paintings […] when I saw those, I said, 'Oh yes, I must. Otherwise I'm lagging, otherwise music is lagging'.”

Weiter schreibt er, diesmal jedoch in Versform und unterzeichnet mit seinen Initialen:
To Whom It May Concern:

The white paintings came

first; my silent piece

came later.

J.C.
An alle Interessierten:

Die weißen Gemälde waren

zuerst da; mein stilles Stück

später.

J.C.
Laut Hans-Friedrich Bormann werde mit dieser Erklärung die Frage nach der chronologischen Ordnung in einer Weise explizit gemacht, die zugleich eine deutliche, doppelte Distanz zum Ausdruck bringe. Letztlich haben jedoch verschiedenste Einflüsse, Bekanntschaften und Zufälle dazu geführt, dass aus seinem ursprünglichen Konzept von Silent Prayer tatsächlich eine Partitur wurde und Cage im Jahr 1952 schließlich sein „stilles Stück“ 4′33″ komponierte.

## Konzept
4′33″ entstand 1952 für ein nicht näher definiertes Instrument bzw. eine Instrumentengruppe und gliedert sich – im Sinne gängiger Konventionen (vgl. Sonate oder ähnlich) – in drei einzelne Sätze. Cage verzichtet dabei jedoch auf Noten- oder Pausenzeichen und überschreibt die Sätze stattdessen mit der lateinischen Anweisung „tacet“, was auf das Schweigen beziehungsweise auf das Pausieren eines Instruments (oder einer Instrumentengruppe) im Verlauf eines Satzes verweist.
I

TACET

II

TACET

III

TACET
Das Werk konstituiert sich somit aus zufälligen Umgebungsgeräuschen, die der Zuhörer während der Aufführung hört, auch wenn 4′33″ häufig als „Vier Minuten dreiunddreißig Sekunden“ Stille wahrgenommen wird. Gemäß Kyle Gann werde das Publikum dabei überlistet oder forciert oder verführt zu einer 5-minütigen Zen-Meditation, indem es sich durch das Zuhören im Moment des „Hier und Jetzt“ befinde. Spätere Anmerkungen des Komponisten lassen sogar erkennen, er sei nachträglich zur Überzeugung gekommen, dass 4′33″ eigentlich gar keinen Interpreten bräuchte. Cage selbst hat das Stück daher oft als ein „Akt des Hörens“ charakterisiert, wie er 1982 in einem Interview darstellte:

“Well, I use it [4'33"] constantly in my life experience. No day goes by without my making use of that piece in my life and in my work. I listen to it every day... I don't sit down to do it; I turn my attention toward it. I realize that it's going on continuously.”

Laut Cage müsse die Stille neu definiert werden, um als Konzept auch weiterhin eine Bedeutung zu haben. Er erkannte, dass es keine objektive Trennung zwischen Geräusch und Stille geben würde, sondern nur zwischen der Absicht, etwas zu hören, und jener, sich in seiner Aufmerksamkeit von Geräuschen ablenken zu lassen. „Die essentielle Bedeutung von Stille besteht darin, dass man den Vorsatz aufgibt“, sagte er. Diese Vorstellung stellte den wichtigsten Wendepunkt in seiner Philosophie als Komponist dar. Cage definierte die Stille ganz einfach in „die Abwesenheit von beabsichtigten Geräuschen beziehungsweise in das Abschalten unseres Bewusstseins“ um.
In einem Brief an Helen Wolf (1954) erklärt Cage:

“The piece is not actually silent (there will never be silence until death comes which never comes); it is full of sound, but sounds which I did not think of beforehand, which I hear for the first time the same time others hear. What we hear is determined by our own emptiness, our own receptivity; we receive to the extent we are empty to do so.”

### Kommentartext
Die 1960 in der Edition Peters entstandene Partiturausgabe enthält folgenden, von John Cage eigens verfassten Kommentartext:

“The title of this work is the total length in minutes and seconds of its Performance. At Woodstock, N. Y., August 29, 1952, the title was 4′33′′ and the three parts were 33′′, 2′40′′, and 1′20′′. It was performed by David Tudor, Pianist, wo indicated the beginnings of parts by closing, the endings by opening, the keyboard lid. However, the work may be performed by any instrumentalist(s) and the movements may last any length of time.”

Mit diesem Hinweis erklärt Cage, dass „der Titel des Werks grundsätzlich die Gesamtdauer der Aufführung in Minuten und Sekunden sei (und das Stück insofern beliebig lange dauern könne), auch könne es grundsätzlich mit jedem Instrument oder jeder Kombination von Instrumenten aufgeführt werden“.
Der Titel 4′33″ geht in der bekannten Form auf die Uraufführung zurück. Die Längen der drei Einzelsätze von 33 Sekunden, 2 Minuten und 40 Sekunden sowie 1 Minute und 20 Sekunden, von Cage in aleatorischen Berechnungen nach dem frühchinesischen Orakelbuch I Ging festgelegt, addieren sich dabei zur titelgebenden Dauer von vier Minuten und dreiunddreißig Sekunden. Außerdem gliedert die Satzeinteilung die ansonsten unstrukturierte Stille: Bei der Woodstock-Premiere schloss der Pianist am Beginn jedes Satzes den Deckel über den Tasten des Flügels, am Ende öffnete er ihn wieder – was, gemäß Ludger Lütkehaus, einer „Umkehrung der üblichen musikalischen Logik“ gleichkomme. Es passiere etwas, aber nichts sei zu hören, außer einem etwaigen Klappern und der Bewegung des Pianisten, die man bei einer Live-Aufführung immerhin sehe.
Laut Hans-Friedrich Bormann hat Cages Verknüpfung der Dreisätzigkeit mit Tudors Aktion, den Beginn und das Ende eines Satzes durch das Schließen bzw. Öffnen des Klavierdeckels zu markieren, in der Rezeptionsgeschichte des Werks immer wieder zu Missverständnissen geführt, u. a. dass es sich bei 4′33″ um eine Komposition für Klavier handle (wovon bei Cage nie die Rede war) und dass das Schließen bzw. Öffnen des Klavierdeckels eine zur Komposition gehörige Aktion darstelle. Tatsächlich würde Cage in seiner Anmerkung aber eigentlich nichts anders tun, als von der Uraufführung zu berichten.

### Kompositionsprozess
Über den Kompositionsprozess von 4′33″ erzählt Cage 1988 im Rahmen einer Diskussion anlässlich seines Vortrags an der Harvard University:

“In the case of 4′33″ I actually used the same method of working [as Music of Changes], and I built up the silence of each movement, and the three movements add up to 4′33″. I built each movement up by means of short silences put together. It seems idiotic, but that’s what I did. I didn’t have to bother with the pitch tables or amplitude tables, all I had to do was work with the durations. […] It took several days to write and it took me several years to come to the decision to make it.”

In einem Interview aus dem Jahr 1990 behauptet er hingegen, dass es sich bei dem Stück um eine „Note-für-Note“-Komposition handle und dass er zur Bestimmung der Dauern ein selbst hergestelltes Kartenspiel verwendet habe:

“I wrote it note by note, just like the Music of Changes. That’s how I knew how long it was, when I added all the notes up. It was done just like a piece of music, except there were no sounds – but there were durations. I was dealing these cards – shuffling them, on which there were durations, and then dealing them – and using the Tarot to know how to use them.”

Genauere Information zu den verwendeten Karten und zur kompositorischen Strategie fehlen hier jedoch. Der Pianist David Tudor meint dazu: „Ich habe das Stück als Komposition verstanden und ich habe auch verstanden wie es komponiert war: […] So machte ich mir die Mühe, wenn die Leute mich fragten, darauf zu bestehen, dass das Stück mit einer Metronomangabe von Viertel = 60 notiert war. Der Aufführungsprozess bestand darin, die Partitur zu lesen, die zwar keine Noten erhielt, aber alle Dauern waren präzis notiert. […] Es ist in philosophischer Hinsicht sehr wichtig zu begreifen, dass er [John Cage] wirklich einen kompositorischen Prozess vollzogen hat, um dieses Stück hervorzubringen.“
Die eben genannten Widersprüche führen auch heutzutage noch zu Kontroversen bei der Aufführung und Rezeption von John Cages 4′33″ (siehe: Rezeption).

## Uraufführung
Die Uraufführung von 4′33″ durch den renommierten Pianisten David Tudor fand am 29. August 1952 um 20:15 Uhr in der Maverick Concert Hall in Woodstock (New York) statt. Das Stück wurde im Rahmen eines Rezitals mit zeitgenössischer Klaviermusik zugunsten des Benefit Artist Welfare Fund gespielt und stand gemeinsam mit Werken von Pierre Boulez, Earle Brown, Henry Cowell, Morton Feldman und Christian Wolff auf dem Konzertprogramm. Auf dem Programmzettel der Premiere war 4′33″ als 4 pieces aufgelistet und die Dauer der drei Sätze mit 30 Sekunden, 2 Minuten 23 Sekunden und 1 Minute 40 Sekunden angegeben. Diese Angaben widersprechen jedoch der eigentlichen Dreisätzigkeit von 4′33″ sowie Cages eigenen Aussagen hinsichtlich der Spieldauer der einzelnen Sätze. (siehe: Versionen der Partitur)
Die Uraufführung löste einen handfesten Skandal aus, da den Zuhörern nicht bekannt war, dass bei der Interpretation dieser Komposition gar keine Musik zu hören sein würde.

“The audience saw him [David Tudor] sit at the piano and, to mark the beginning of the piece, close the keyboard lid. Some time later he opened it briefly, to mark the end of the first movement. This process was repeated for the second and third movements. The piece had passed without a note being played-in fact without Tudor (or anyone else) having made any deliberate sound as part of the piece. Tudor timed the three movements with a stopwatch while turning the pages of the score.”

Tudor selbst erzählt in einem späteren Interview:

“I used a different pedal in every movement! The idea of closing the keyboard cover was John’s idea. You put it down and start the (stop-) watch, and then open it and stop the watch – so it is never the same. It’s not going to be four minutes and thirty-tree seconds, it’s going to be much longer.”

In einem Gespräch mit John Kobler (1968) meint Cage:

“They [the audience] missed the point. There's no such thing as silence. What they thought was silence [in 4′33’’], because they didn't know how to listen, was full of accidental sounds. You could hear the wind stirring outside during the first movement. During the second, raindrops began pattering the roof, and during the third the people themselves made all kinds of interesting sounds as they talked or walked out.”

und erzählt bei anderer Gelegenheit, dass einige Leute begonnen hätten, miteinander zu tuscheln, andere zu gehen. Sie hätten nicht gelacht – sie wären lediglich irritiert gewesen, als sie gemerkt hätten, dass nichts passieren würde. Auch 30 Jahre danach hätten sie es nicht vergessen und seien immer noch wütend.
Calvin Tomkins berichtet seinerseits:

“The Woodstock audience considered the piece either a joke or an affront, and this has been the general reaction of most people who have heard it, or heard of it, ever since. Some listeners have been unaware they were hearing it at all.”

und erwähnt weiter, dass aus der Sicht von Cage beide Aufführungen von 4'33'', also die Uraufführung und die New Yorker Erstaufführung, auf „wunderbare Art und Weise“ erfolgreich gewesen seien.

## Versionen der Partitur

### Das Woodstock-Manuskript (1952)
Das originale Woodstock-Manuskript von John Cage entstand im August 1952 und war David Tudor gewidmet. Es handelt sich dabei um eine Partitur mit konventioneller Notation, die unterdessen jedoch verloren gegangen ist.

### Rekonstruktionsversuche der Originalpartitur
Zwei Rekonstruktionsversuche der Originalpartitur von 4′33’’ durch David Tudor sind im Nachlass des Pianisten im Paul Getty Center (Los Angeles) erhalten. In beiden Partituren werden konventionelle Notation sowie proportionale Darstellung der Dauer, fünf Linien in einem bzw. zwei Notensystemen, jedoch keine Noten- und Pausenzeichen verwendet. Außerdem finden sich Takt- und Tempoangaben, Zeitangaben in Minuten und Sekunden sowie Taktstriche zur Unterteilung der einzelnen Sätze. Die erste Partitur enthält Angaben zum Titel, zum Komponisten und mit dem Vermerk „8 – 52, NYC“ auch einen direkten Bezug zu Cages originaler Partitur.
In einem Interview erwähnt Tudor, dass er im Jahr 1982 gebeten worden sei, 4′33″ nochmals „in seiner ursprünglichen Form“ aufzuführen. Cage aber habe seine Partitur zwischenzeitlich verloren, und da die später veröffentlichten Partituren andere Satzlängen aufweisen würden, wollte er [Tudor] eine „neue Abschrift mit den Originalzeiten“ anfertigen.
Die erste Rekonstruktion enthält folgende Angaben: 4′33″ / for any instrument or combination of instruments / John Cage. Tudors Partitur verwendet ein Notensystem mit Violinschlüssel und der Taktangabe 4/4. Am jeweiligen Satzbeginn befinden sich eine Satzkennung in römischen Ziffern sowie eine Maßstabsangabe „60 [Viertel] = 1/2 Inch“, am Ende jedes Satzes Zeitangaben in Minuten und Sekunden. Vermerkt sind die Dauern: I = 33 Sekunden, II = 2 Minuten 40 Sekunden, III = 1 Minute 20 Sekunden.
Die zweite Partitur verzichtet auf eine Titelseite. Die Notensysteme wurden zu Doppelsystemen zusammengefasst und mit Violin- und Bassschlüssel sowie der Taktangabe 4/4 versehen. Am jeweiligen Satzbeginn befinden sich eine Satzkennung in römischen Ziffern sowie eine Maßstabsangabe „60 [Viertel] = 2 1/2 cm“, am Ende jedes Satzes Zeitangaben in Minuten und Sekunden. Ablesbar sind folgende Dauern: I (Seite 1–2) 33 Sekunden, II (Seite 2–5) 2 Minuten 40 Sekunden, III (Seite 6–8) 1 Minute 20 Sekunden. Angaben zum Titel, zum Komponisten, zur Entstehungszeit und zur Gesamtlänge sind diesmal jedoch nicht verzeichnet. Möglicherweise entstand die zweite Rekonstruktion im Jahr 1989 anlässlich einer Fernsehdokumentation von Allan Miller und Vivian Perlis über den Komponisten John Cage (1990). In der Tat ist darin auch eine Aufführung von 4′33″ mit Tudor zu sehen, in welcher diese Version zum Einsatz kommt und somit wahrscheinlich unter Mitwirkung Cages entstanden sein dürfte.

### Das Kremen-Manuskript (1953)
Beim Kremen-Manuskript handelt es sich um eine von John Cage eigens angefertigte Kopie des Stücks 4′33″ zuhanden des amerikanischen Künstlers Irwin Kremen. Dieser erhielt die Partitur am 5. Juni 1953 als Geschenk zu seinem 28. Geburtstag. Später wurde die Partitur von Henry R. Kravis fürs Museum of Modern Art (New York) erworben. Die Kremen-Fassung von 4′33″ wurde von Cage nachträglich auch als “copy in proportional notation” bezeichnet. Die Partitur besteht aus 12 Seiten mit proportionaler Darstellung des Zeitverlaufs. Auf der ersten Seite finden sich folgende Angaben: 4′33″ / FOR ANY INSTRUMENT OR COMBINATION OF INSTRUMENTS / John Cage, auf Seite 3 eine Widmung: FOR IRWIN KREMEN, auf Seite 4 der Hinweis: 1 PAGE = 7 INCHES = 56″. Cage stellt den Zeitverlauf der drei Einzelsätze mittels senkrechter Linien, einer Tempoangabe „60“ am Beginn sowie einer vertikalen Zeitangabe am Ende, dar. Satzbezeichnungen gibt es nicht. Ablesbar sind folgende Dauern: I (Seite 5): 30 Sekunden, II (Seite 6–8): 2 Minuten 23 Sekunden, III (Seite 9–10): 1 Minute 40 Sekunden. Am Schluss findet sich eine vertikale Datierung „8 – 52; N.Y.C“, die auf die Fertigstellung der ursprünglichen Partitur verweist.

### DieTyped Tacet Edition(1960)
Die sogenannte Typed Tacet Edition entstand 1960 in der Edition Peters (EP 6777) und ist heutzutage vergriffen. Es handelt sich hierbei um eine maschinengeschriebene Partitur (1 Seite) ohne proportionale Darstellung des Zeitverlaufs. An deren Stelle tritt der allgemeine musikalische Terminus „tacet“, der auf das Schweigen eines Instruments oder einer Instrumentengruppe im Verlauf eines Satzes verweist. Damit regelt Cage nicht nur die Lektüre der Partitur, sondern bestimmt auch die Identität der Komposition. Die Partitur nennt weder einen Titel noch eine Instrumentierung. In der oberen Seitenhälfte befinden sich untereinander und zentriert die drei Satzkennungen mit römischen Ziffern, jeweils versehen mit der Anweisung „TACET“. In der unteren Hälfte befinden sich ein Kommentartext, die Widmung „FOR IRWIN KREMEN“ und der Schriftzug „JOHN CAGE“. Am unteren Rand folgen die Copyright-Angaben mit der Datierung auf das Jahr 1960.

“NOTE: The title of this work is the total length in minutes and seconds of its Performance. At Woodstock, N. Y., August 29, 1952, the title was 4′33″ and the three parts were 33″, 2′40″, and 1′20″. It was performed by David Tudor, Pianist, wo indicated the beginnings of parts by closing, the endings by opening, the keyboard lid. However, the work may be performed by any instrumentalist or combination of instrumentalists and last any length of time.”

### DieCalligraphic Tacet Edition(1986)
Die sogenannte Calligraphic Tacet Edition mit identischer Katalognummer (EP 6777) entspricht weitestgehend der Ausgabe von 1960, jedoch wurde die Partitur diesmal mit der Handschrift des Komponisten gedruckt und erwähnt zudem das Kremen-Manuskript.

“NOTE: […] After the Woodstock performance, a copy in proportional notation was made for Irwin Kremen. In it the timelenghts of the movements were 30″, 2’23″, and 1’40″. However, the work may be performed by any instrumentalist(s) and the movements may last any length of time. For Irwin Kremen”

### DieOriginal Version(1993)
Bei der sogenannten Original Version mit der Katalognummer EP 6777a handelt es sich um die älteste noch verfügbare Partitur von 4′33″. Diese entstand unmittelbar nach Cages Tod auf der Basis des Kremen-Manuskripts wurde alternativ auch als „Original Version In Proportional Version“ veröffentlicht.
Im Jahr 2012 erschien mit der Katalognummer EP 6777c eine John Cage centennial edition, welche anlässlich des 100. Geburtstags des Komponisten alle bis dahin publizierten Versionen von 4′33″ beinhaltet.

### Anmerkung zu den Zeitangaben
Die Längen der einzelnen Sätze werden in den verschiedenen Versionen der Partitur teilweise abweichend wiedergegeben. Das Programm der Woodstock-Premiere spezifiziert die Dauer der Sätze mit 30″, 2′23″ und 1′40″, so auch das Kremen Manuskript (und vermutlich ebenso das originale Manuskript von John Cage). In der Typed Tacet Edition gibt Cage hingegen an, dass die einzelnen Sätze bei der Uraufführung 33″, 2′40″ und 1′20″ gedauert hätten. In der späteren Calligraphic Tacet Edition schreibt er, dass nach der Premiere eine Kopie für Irwin Kremen angefertigt worden sei, in welcher die Längen der Sätze mit 30″, 2′23″ und 1′40″ angegeben waren. Die Ursachen dieses Widerspruchs lassen sich angesichts des Verlusts der originalen Partitur leider nicht mehr eindeutig klären, geben aber weiterhin Anlass zu Spekulationen.

## Probleme der Interpretation
Das Stück 4′33″ wirft einige Fragen auf, welche die Definition von Musik und Interpretation insgesamt betreffen:
- „Spielt“ der Interpret überhaupt, wenn er keine Töne bzw. Geräusche erzeugt?
- Ist die Stille das Stück – oder sind es die Geräusche, die man sonst beim Musikhören üblicherweise ausblendet, also Publikumsgeräusche, Klimaanlage, Verkehrslärm usw.?
- Worin liegt die Kunst des Komponisten, wenn man nichts hört? Klassisches Argument hierzu: „Das kann ja jeder!“ (siehe: Schöpfungshöhe)
- Was ist der Unterschied zwischen den drei Sätzen und den Pausen dazwischen bzw. danach?
- Wie können bzw. sollen die einzelnen Sätze dem Publikum gegenüber vermittelt werden?
- Wird hier die Aufführungssituation problematisiert, indem Cage nur mit der Erwartungshaltung des Hörers spielt (und die dann nicht befriedigt wird)? Oder geht es im Stück um das Erlebnis des Nichts, der Stille oder der sonst nicht wahrgenommenen Nebengeräusche?
- Wie behandelt man die Frage des Urheberrechts?

In einem Interview erläutert David Tudor:

“It’s important that you read the score as you’re performing it. So there are these pages to use. So you wait, and then turn the page. I know it sounds very straight, but in the end it makes a difference.”

## Rezeption
4′33′′ ist in der musikalischen Avantgarde geradezu populär geworden. Auch Paul McCartney wurde als Komponist der Band The Beatles unter anderem durch diese Komposition (daneben auch von Avantgarde-Stücken von Stockhausen und Luciano Berio) zum Instrumentalteil von A Day in the Life (1967) inspiriert. The New Grove Dictionary of Music and Musicians beschreibt 4′33″ als John Cages „berühmteste und umstrittenste Komposition“ zugleich.
Ludger Lütkehaus meint, dass „die Tendenz der künstlerischen Moderne, sich am Rande des Sprachlosen, Bilderlosen, Tonlosen, ja jenseits dieser Grenze zu situieren, bei Cage ihren konsequentesten Ausdruck gewinne“ und dass „das in gewisser Hinsicht radikalste Musikstück der Musikgeschichte das Vorurteil widerlege, Musik müsse hörbar sein und sei an Töne gebunden“. Es handle sich dabei sozusagen um das Paradox komponierter Stille. Und weiter schreibt er:

“Durch Nichtmusik soll nicht nur das lebensweltliche Geräusch, das Musikaufführungen stets begleitet – die Bewegungen des Pianisten, das obligate Hüsteln, Rascheln und Niesen des Publikums –, mit ungewohntem Nachdruck bewusst gemacht werden, sondern das Hören des Hörens selber und, vor allem, die abwesend anwesende Musik der Stille. Das Stück ist nach einem Wort von Karlheinz Stockhausen "negative Musik", gewollte Tonlosigkeit. Es schweigt nicht einfach stille, sondern gewissermassen demonstrativ. Das musikalische Nichts, das es ist, sagt und besagt etwas, indem es sich aller Töne enthält. Das durch das dreifache "Tacet" gebotene Schweigen, das nicht erst ins Nichts mündet, sondern von Anfang bis Ende des Stückes "im Nichts" ist – dieses Schweigen ist die paradoxe musikalische, die lautasketische Form des Nichts.”

Hans-Friedrich Bormann weist darauf hin, dass sich das allgemeine Wissen über 4′33″ nicht primär aus der Analyse von Partituren speise, sondern aus Erzählungen von der Uraufführung. Paul Hegarty behauptet, dass Cages 4′33″ den eigentlichen Beginn der Geräuschmusik darstelle und dass es sich bei dieser Komposition um eine Musik handle, die durch zufällige Klänge entstehe und dabei das Spannungsfeld zwischen „erwünschten“ (richtig gespielten Noten) und „unerwünschten“ Klängen perfekt repräsentiere. Richard Taruskin meint, 4′33″ stelle die sozialen Normen des modernen Konzertbetriebs in radikalem Ausmaß in Frage, indem es dem ahnungslosen Konzertbesucher einige wichtige Punkte aufzeige:
1. Die Wahl eines prestigeträchtigen Konzertorts im Zusammenhang mit der Bekanntheit des Komponisten und der Interpreten erhöhe automatisch die Erwartungen des Publikums an ein Stück. Als Folge davon seien die Zuhörer aufmerksamer und würden Cages 4′33″ dieselbe (oder sogar mehr) Aufmerksamkeit entgegenbringen, als ob es Beethovens Neunte wäre. Somit sei die Rezeption des Werks bereits vor seiner Aufführung von den sozialen Umständen des Konzerts determiniert. Darüber hinaus sei auch das Verhalten des Publikums durch Konventionen und den Verhaltenskodex der jeweiligen Konzertlokalität eingeschränkt; die Zuhörer würden ruhig sitzen und sich 4′33″ lang Umgebungsgeräusche anhören. Es sei daher nicht einfach, eine große Menschengruppe dazu zu bringen, sich während nahezu fünf Minuten Umgebungsgeräusche anzuhören, außer, sie wären aufgrund der Regularien des gängigen Konzertbetriebs dazu genötigt.
2. Laut Cage sei die Dauer ein wesentliches Gestaltungsmerkmal aller Musik, gleichzeitig sei die Dauer jedoch der einzige Parameter, den „Stille“ und „Klang“ gleichermaßen teilen. Infolgedessen bestehe die jedem Musikstück zugrunde liegende Struktur aus organisierten „Zeitfenstern“. Diese könnten entweder mit Klängen, Stille oder Geräuschen gefüllt sein; wobei keines dieser Elemente zur Vollständigkeit absolut nötig sei. Im Geist seines Lehrers Schönberg sei es Cage somit gelungen, die Stille und das Geräusch zu emanzipieren und einen akzeptierten und vielleicht sogar integralen Bestandteil seiner Musik werden zu lassen. 4′33″ diene der radikalen und extremen Darstellung dieses Konzepts, nämlich sich zu fragen, dass – falls die Zeitfenster nicht die einzig nötigen Bestandteile musikalischer Komposition wären – was den Komponisten daran hindern würde, diese mit unerwünschten Klängen auszufüllen?
3. Ein weiterer Aspekt sei die Tatsache, dass ein musikalisches Werk nicht nur durch seinen Inhalt definiert würde, sondern auch durch das Verhalten, das es seinem Publikum entlockt. Im Fall von Stravinskys Le Sacre du Printemps wäre dies die weitreichende Unzufriedenheit, welche sogar zu gewaltsamen Unruhen geführt hat. Bei Cages 4′33″ hätte sich das Publikum betrogen gefühlt, sich keine komponierten Klänge des Interpreten anhören zu müssen. Trotzdem hätten die Zuhörer bei 4′33″ die Mehrheit des musikalischen Materials des Stücks selber beigetragen. Da das Stück ausschließlich aus Umgebungsgeräuschen bestehe, sei das Verhalten des Publikums, dessen Flüstern und Bewegungen ein wesentliches Element, die erwähnten Zeitfenster zu füllen.

Philosophie-Professor Julian Dodd behauptet 2013 im Rahmen eines TED Talks, 4′33″ sei zwar witzige Konzeptkunst, erfülle die Kriterien, als Musik zu gelten, jedoch nicht; vielmehr fordere es den Hörer zum Nachdenken über Musik heraus.

### Was geschieht zwischen den Sätzen?
Laut Kyle Gann sei das wirklich Kuriose an 4′33″ die Dreisätzigkeit des Stücks. In einem Referat am John Cage Festival im Miami (2013) meint er:

“During the movements, you're assumed to give your attention to whatever sounds you hear in the environment. But what about between the movements? Are you supposed to stop listening? Are the sounds that occur between movements not part of the piece?”

Er glaube jedoch, eine plausible Antwort darauf gefunden zu haben, wieso es drei Sätze geben müsse: 2004 hätte das BBC Symphony Orchestra eine gefeierte Performance von 4′33″ gegeben, die ebenfalls im Radio gesendet worden sei. Das Publikum im Konzertsaal sei während der Sätze still geblieben, hätte zwischen den einzelnen Sätzen jedoch gehustet, als ob es sich um ein Mozart-Konzert gehandelt hätte. Weiter fragt er sich:

“Why? Wouldn't the audience coughing have counted as environmental sounds? After the premiere in 1952, […] Cage made it very clear that the talking and protest of the audience were indeed to be considered part of the sounds of the piece.”

### Zur These des „absoluten Nullpunkts“
In einem Interview mit der Zeit (2006) sagt Dieter Schnebel:

„Wissen Sie, bei Cage gibt es immer Überraschungen. Sein berühmtes Stück 4'33’', in dem viereinhalb Minuten lang nichts geschieht: Es besteht aus drei Sätzen, zu 33 Sekunden, 2 Minuten 40 und 1 Minute 20 – wenn man die Sekunden zusammenzählt, sind es 273. Das ist in der Physik der absolute Nullpunkt. Minus 273 Grad, da hört jede Bewegung auf.“

Und weiter erzählt er, dass er Cage einmal darauf angesprochen hätte; er [Cage] als Amerikaner hätte das gar nicht gewusst, die würden ja in Fahrenheit messen. Cage sei davon aber ganz begeistert gewesen: “It’s wonderful!”.

## Vorgängerstücke
John Cage war nicht der erste Komponist, der ein Stück ohne jeden hörbaren Klang komponiert hat. Bereits 1907 schrieb Ferruccio Busoni in seinem Entwurf einer neuen Ästhetik der Tonkunst über die Bedeutung der Stille in der Musik:

„Was in unserer heutigen Tonkunst ihrem Urwesen am nächsten rückt, sind die Pause und die Fermate. Große Vortragskünstler, Improvisatoren, wissen auch dieses Ausdruckswerkzeug im höheren und ausgiebigeren Maße zu verwerten. Die spannende Stille zwischen zwei Sätzen, in dieser Umgebung selbst Musik, lässt weiter ahnen, als der bestimmtere, aber deshalb weniger dehnbare Laut vermag.“

Infolgedessen erwähnte Paul Hindemith 1916 erstmals die Idee ein Stück zu komponieren, das lediglich aus Pausen und Fermaten bestehen sollte – zu einer konkreten Umsetzung kam es jedoch nie.

### Alphonse Allais: Marche funèbre incohérente (1883)

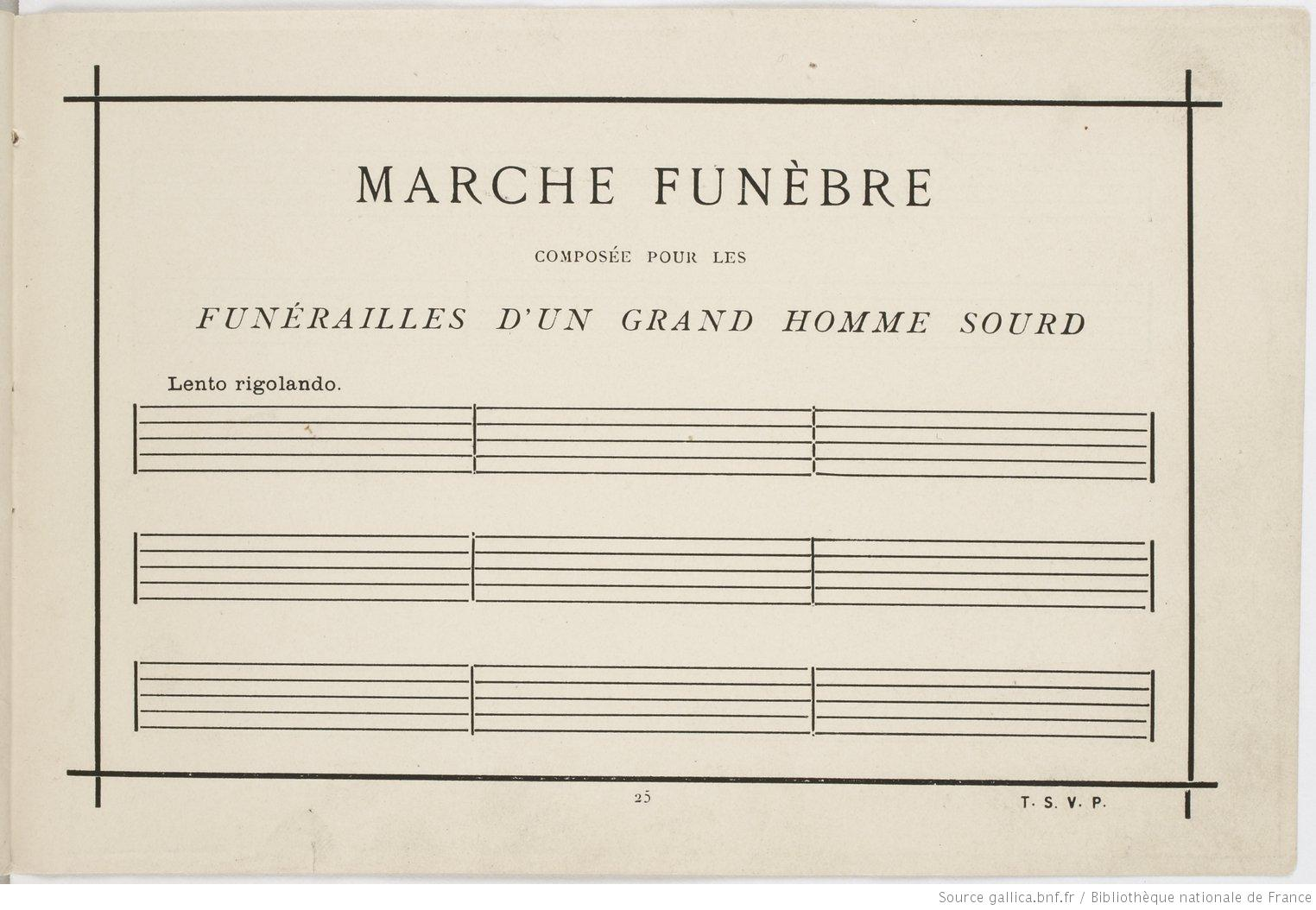
Alphonse Allais: Marche funèbre, 1. Partiturseite (Fassung von 1897)

Der französische Schriftsteller und Humorist Alphonse Allais verfasste ein „stummes“ Werk mit dem Titel Marche funèbre incohérente – les grandes douleurs sont muettes, das 1883 im Rahmen einer Ausstellung im Salon des Incohérents präsentiert wurde. Bei der späteren Veröffentlichung im Album Primo-Avrilesque (1897) änderte Allais den ursprünglichen Titel in Marche funèbre composée pour les funérailles d’un grand homme sourd („Trauermarsch für das Begräbnis eines großen, tauben Mannes“) und erklärte im Vorwort:

„L’AUTEUR de cette Marche funèbre s'est inspiré, dans sa composition, de ce principe, accepté par tout le monde, que les grandes douleurs sont muettes.
Les grandes douleurs, étant muettes, les exécutants devront uniquement s'occuper à compter des mesures, au lieu de se livrer à ce tapage indécent qui retire tout caractère auguste aux meilleures obsèques.“

Die Partitur besteht aus einem Notenblatt mit 24 leeren Takten und ist mit der Vortragsbezeichnung Lento rigolando überschrieben. Im Unterschied zu 4′33″ ist aber das Stück von Allais als Scherz gemeint. Als Cage einst darauf angesprochen wurde, gab er an, die Komposition von Allais nicht zu kennen.
- Gaston Leroux beschrieb in seinem Roman La Double Vie de Théophraste Longuet (1903) stille Konzerte in den Pariser Katakomben.

### Erwin Schulhoff: In futurum (1919)
In futurum, das dritte Stück aus den 1919 entstandenen Fünf Pittoresken op. 31 für Klavier des tschechischen Komponisten Erwin Schulhoff, besteht ausschließlich aus Pausen. Der Klavierpart wird mittels eines umgekehrten Doppelsystems aus Bass- und Violinschlüssel und den seltsamen Taktangaben 3/5 bzw. 7/10 notiert sowie mit der Tempoangabe „Zeitmass – zeitlos“ überschrieben. Zwar hat der dem Dadaismus nahestehende Schulhoff die Pausenwerte in komplizierter Art und Weise metrisch aufgeteilt und detaillierte Spielanweisungen niedergeschrieben, zu hören ist aber im ganzen Stück nichts.
- Über das Stück Silent music (1941) des amerikanischen Komponisten Raymond Scott war zu lesen:

“The band was going through all the motions: the swart, longish-haired leader led away; the brasses, the saxophones, the clarinets made a great show of fingering and blowing, but the only sound from the stage was a rhythmic swish-swish from the trap-drummer, a froggy slap-slap from the bull-fiddler, a soft plunk-plunk from the pianist. This, explained Leader Raymond Scott, was silent music.”

- Der amerikanische Jazzmusiker Dave Tough scherzte 1947, er hätte ein Theaterstück geschrieben, in welchem ein Streichquartett die fortschrittlichste Musik spielen würde, die je komponiert worden sei:

“It’s made up entirely of rests. […] Suddenly, the viola man jumps up in a rage and shakes his bow at the first violin. 'Lout,' he screams, 'you played that last measure wrong.'”

### Yves Klein: Monotone-Silence Symphony (1947)
Bei der 1947 konzipierten und 1961 in Zusammenarbeit mit dem Komponisten Louis Saguar niedergeschriebenen Monotone-Silence Symphony (inoffiziell: The Monotone Symphony) des französischen Künstlers Yves Klein handelt es sich um ein Orchesterwerk mit Chor, bestehend aus Streichern (10 Violinen, 10 Violoncelli, 3 Kontrabässe), Holz- (8 Flöten, 8 Oboen) und Blechbläsern (3 Hörner) sowie 20 Sängern in zwei Gruppen. Das Stück ist zweiteilig aufgebaut: auf einen ausgehaltenen D-Dur-Dreiklang folgt „absolute“ Stille. Gemäß Klein hänge die Wahl der Lautstärke dabei von den akustischen Gegebenheiten des Konzertlokals ab. Widersprüchlich sind hingegen die Angaben der Spieldauer der beiden Sequenzen, die sowohl mit 5–7 Minuten Musik und 44 Sekunden Stille als auch mit 2 × 20 Minuten überliefert sind. Im Gegensatz zu Cage geht es Klein in seiner „Sinfonie der eintönigen Stille“ aber primär um den Kontrast zwischen den beiden Teilen. Zum Aspekt der Stille meint er vielsagend:

“Silence… THIS is really my symphony and not the sounds during its performance. This silence is so marvelous because it grants happenstance and even sometimes the possibility of true happiness, if only for only a moment, for a moment whose duration is immeasurable.”

## Nachfolgestücke

### 0′00″ (4′33″ No. 2)
1962 komponierte John Cage das Stück 0′00″, welches auch als 4′33″ No. 2 bezeichnet wird. Es handelt sich dabei um ein Solo to be performed in any way by anyone („Solo, das von jedermann in irgendeiner Weise aufgeführt werden kann“). Die Spieldauer wurde von Cage nicht näher bestimmt. Das Stück ist Toshi Ichiyanagi und Yoko Ono gewidmet und bei der Edition Peters mit der Katalognummer EP 6796 verlegt. Die Uraufführung fand am 24. Oktober 1962 in Tokyo statt. Die Originalpartitur des Werks bestand ursprünglich nur aus dem Satz In a situation provided with maximum amplification (no feedback), perform a disciplined action („Führe mit einer für die Situation maximalen Verstärkung (keine Rückkopplung) eine disziplinierte Aktion auf“). Für die zweite Aufführung fügte Cage dann noch vier weitere Anweisungen hinzu: “the performer should allow any interruptions of the action / the action should fulfill an obligation to others / the same action should not be used in more than one performance / the action should not be the performance of a musical composition.” 0’00″ ist das dritte und letzte Stück einer Reihe von Werken Cages, die auf drei Versen der traditionellen japanischen Haiku-Dichtung basieren.
Lutger Lütkehaus meint, es sei ebenso konsequent wie für das paradoxe Thema signifikant, dass John Cage in einer zehn Jahre nach 4′33″ entstandenen „Komposition“ mit dem Titel 0′00″, versehen mit dem Zusatz „4′33″ No. 2“, die völlige „Zero time“, „Nullzeit“ für das Stück notiere. Die Frage sei nur, auf welche Weise 0′00″, die pure Nichtzeit ungegliederter, völliger Stille, konzertant realisiert werden könne.

### One3
1989 nahm Cage die Idee von 4′33″ ein letztes Mal auf und komponierte das Stück One3, dessen vollständiger Titel eigentlich One3 = 4′33″ (0′00″) + G clef lautet. Die Premiere fand im November 1989 in Kyoto statt. Wie bei allen seinen „Zahlenstücken“ (number pieces) bezieht sich der Titel jeweils auf die Anzahl der Ausführenden – hier handelt es sich also wiederum um ein Solo-Stück für einen performer amplyfying the sound of an auditorium to feedback level. Die Partitur instruiert den Interpreten: Arrange the soundsystem so that the whole hall is on the edge of feedback, without actually feeding back. One3 besteht somit aus dem elektronisch verstärkten Klang der Konzertlokalität und des Publikums.

## Aufführungen / Aufnahmen & Trivia
- Frank Zappa nahm das Stück 1993 als Teil der A Chance Operation: The John Cage Tribute (Label: Koch International Classics) auf.[32]
- Die schwedische Elektro-Band Covenant beendeten ihr Album United States of Mind aus dem Jahr 2000 mit einer Wiedergabe von 4′33″ unter dem Titel You Can Make Your Own Music (Label: Metropolis).[33]
- Zahlreiche Aufführungen von 4′33″, einschließlich einem Techno-Remix des Satireprojekts New Waver, wurden 2001 von der australischen Radiostation ABC Classic FM im Rahmen eines Programms, das „sonic responses“ in Cages Werk untersuchte, gesendet.[34]
- 2002 führte James Tenney 4′33″ anlässlich des 50. Geburtstags des Werks in Rudolph Schindlers historischem Kings Road House (New York) auf. Eine Live-Aufnahme dieses Events befindet sich im Archiv der Society for the Activation of Social Space through Art and Sound (SASSAS).
- Am 16. Januar 2004 wurde 4′33″ auf BBC Radio 3 erstmals im Rundfunk gesendet und gleichzeitig das erste Mal von einem Orchester gespielt. Die Aufführung durch das BBC Symphony Orchestra fand im renommierten Barbican Centre in London statt. Die Techniker mussten währenddessen die Notfallsysteme der Radiostation ausschalten, die bei auftretenden Störungen („dead air“) automatisch Mitteilungen an die Zuhörer senden. Das Publikum klatschte enthusiastisch.[35] Noch am selben Tag nahmen Mitarbeiter der britischen Zeitung The Guardian scherzeshalber eine eigene Version von Cages 4′33″ auf.[36]
- 2004 wurde 4′33″ auf Platz 40 der ABC Radio The Classic 100 piano countdown gewählt.[37]
- 2009 erscheint 4 minutes, 33 seconds of silence (John Cage) als sogenannter „Hidden Track“ auf dem Album The Chair in the Doorway der amerikanischen Alternative-Band Living Colour.[38]
- Am 5. Dezember 2010 fand eine internationale Simultan-Performance von 4′33″ statt, an welcher sich über 200 Ausführende, sowohl Amateure als auch professionelle Musiker sowie anderweitige Künstler, beteiligten. Das „globale Orchester“ wurde von Bob Dickinson, einem ehemaligen Mitglied der britischen Punk-Band Magazine, per Videolink geleitet und führte das Stück zur Unterstützung der Kampagne Cage Against The Machine auf. Ziel dieser Facebook-Graswurzelbewegung war es, Cages 4′33″ Weihnachten 2010 auf Platz 1 der britischen Charts zu bringen, jedoch wurde dabei lediglich Platz 21 erreicht.[39]
- Am 17. November 2015 lud The Late Show with Stephen Colbert ein Video des Stücks 4′33″, von einer Katze (Nola the Cat) ausgeführt, hoch – was zeigen sollte, dass der Interpret nicht unbedingt menschlich sein muss.[40]
- Am 25. Oktober 2019 veröffentlichte das Label Mute Records eine Kompilation mit dem Titel STUMM433, welche Interpretationen des Stücks 4'33'' von über fünfzig aktuellen und ehemaligen Mute artists enthielt, u. a. von renommierten Bands wie Cabaret Voltaire, Depeche Mode, Einstürzende Neubauten, Erasure, Goldfrapp, Moby, Laibach, New Order und Nitzer Ebb.[41]

## Plagiat
Im Juli 2002 wurde der britische Komponist Mike Batt von Cages Erben wegen Plagiarismus verklagt, nachdem er seinem Stück A One Minute Silence dem Komponisten John Cage zu Ehren unter der Autorschaft „Batt/Cage“ eine einmütige Pause eingefügt und dieses als Single-CD herausgebracht hatte. Anfänglich sagte Batt, er werde sich gegen diese Vorwürfe wehren und erklärte, dass sein Stück „ein sehr viel besseres stilles Stück“ sei, und er „in der Lage war, in einer Minute das zu erzählen, wofür Cage 4 Minuten und 33 Sekunden gebraucht habe“. Es wurde berichtet, dass Batt im September 2002 mit den Erben des Komponisten einen außergerichtlichen Vergleich abgeschlossen und eine ungenannte sechsstellige Entschädigung bezahlt hätte. Allerdings gab Batt im Dezember 2010 dann aber zu, dass es sich bei dem vermeintlichen Rechtsstreit um einen Werbetrick gehandelt habe und er tatsächlich lediglich eine Spende von 1000 Pfund an die John Cage Foundation geleistet hätte.
Batts Mutter habe den Witz der Sache freilich noch besser verstanden, als sie ihn fragte: „Welche Minute der vier Minuten und dreiunddreißig Sekunden sollst du denn gestohlen haben?“ Gemäß Lutger Lütkehaus sei das in der Tat schwierig zu sagen, wenn es sich beim Diebesgut um „unterschiedslose Stille“ handle. Ohne Paradoxien gehe es hier aber nicht ab. Das Stück habe offenbar nicht nur eine Pointe, sondern es sei eine.